# Master of Public Health
MPH o Master of Public Health è il titolo che i professionisti negli Stati Uniti assumono quando frequentano master in gestione sanitaria e ricoprono incarichi di responsabilità ad esempio in istituzioni come ministeri, agenzie ecc. per prevenzione infezioni ospedaliere ed altro.